# Protosmia
Protosmia ist eine Gattung von Bienen aus der Familie der Megachilidae, von denen weltweit etwa 30 Arten bekannt sind, die meisten in der westlichen Palaearktis. Nur eine Art von Protosmia kommt in Mitteleuropa vor: Protosmia minutula und eine Art kommt im Westen der USA vor: P. rubifloris.

## Morphologie
Protosmia-Bienen sind sehr ähnlich wie Osmia, die einheimische Art ist ca. 5 mm lang (sonst 3,5 bis 9,5 mm Länge). Die Körperfarbe ist schwarz (kein Metallglanz wie sonst oft bei Osmia), die Kutikula ist fein gepunktet, am Thorax ist eine lockere weiße Behaarung, die Weibchen haben eine Bauchbürste zum Pollentransport. Im Vorderflügel sind zwei Cubitalzellen.

## Lebensweise
Protosmia-Bienen sind pollensammelnde, nestbauende Solitärbienen. Sie sind polylektisch, sammeln also Pollen verschiedener Pflanzen. Sie fliegen vor allem im Frühling. Ihre Nester legen sie in vorhandenen Hohlräumen an, wir zum Beispiel Fraßgänge in Totholz, in hohlen Stängeln, in Löchern in Steilwänden, Felsspalten oder in leeren Schneckenhäusern. Für die Zellwände und als Nestverschluss wird Baumharz verwendet.

## Systematik
Die Gattung Protosmia gehört in der Unterfamilie Megachilinae zur Tribus Osmiini mit über 1000 Arten und derzeit 15 Gattungen, von denen viele jedoch nicht in Mitteleuropa vorkommen. Nach der phylogenetischen Untersuchung von Praz et al. gibt es drei Gattungsgruppen innerhalb der Osmiini: Chelostoma-Gruppe (mit Chelostoma), Heriades-Gruppe (unter anderem mit Heriades und Protosmia), Osmia-Gruppe (u. a. mit Osmia und Hoplitis). Demnach ist also in der Fauna von Mitteleuropa die Gattung Heriades der Gattung Protosmia am nächsten verwandt.
Protosmia wird in 4 Untergattungen gegliedert: Chelostomopsis, Dolichosmia, Nanosmia, Protosmia.

## Arten
(Liste nicht vollständig; vor allem Arten, die in Mitteleuropa vorkommen, im Wesentlichen nach )
- Protosmia angustimandibulae, Palestina, Israel, Türkei[5]
- Protosmia asensioi, Marokko, Portugal, Libanon
- Protosmia capitata, Spanien, Marokko, Nord-West Afrika[6]
- Protosmia exenterata, West-Mediterran, Türkei,[6]
- Protosmia glutinosa, Mittelmeergebiet, Marokko, Iberische Halbinsel bis zum Kaukasus[7]
- Protosmia humeralis, Mittelmeergebiet
- Protosmia longiceps, Ost-Mediterran
- Protosmia lusitanica, endemisch für Portugal[6]
- Protosmia minutula, Portugal, Balearen, Italien (Südtirol), Sizilien, Frankreich, Schweiz (Wallis), Nordafrika[1]
- Protosmia monstrosa, Algerien, Griechenland, Türkei, Israel
- Protosmia montana, Griechenland, Türkei, Zentralasien
- Protosmia paradoxa, Griechenland, Türkei, Syrien, Zypern[8]
- Protosmia querquedula, Tunesien[9]
- Protosmia schwarzi, Marokko, Tunesien
- Protosmia sideritis, Griechenland, Türkei[8]
- Protosmia stigmatica, Frankreich, Spanien, Griechenland, Türkei, Algerien
- Protosmia tauricola, Kroatien, Bulgarien, Ukraine, Russland, Türkei[10]
- Protosmia tiflensis, Italien, Griechenland, Ostmediterran, Türkei, Jordanien, Israel, Georgien[10][7]